# 広島高速道路
広島高速道路（ひろしまこうそくどうろ、英: Hiroshima Expressway）は、広島県広島市とその周辺の地域に路線網を有する、総延長31.1 km（開通区間25.0 km）の有料の自動車専用道路である。広島高速道路公社が建設・管理を行う指定都市高速道路で構成されている道路網を指し、一般には略して広島高速と呼ばれる。
地域高規格道路の計画路線に指定されている。広島高速の各路線は、道路法上は広島県道・広島市道である。

## 路線

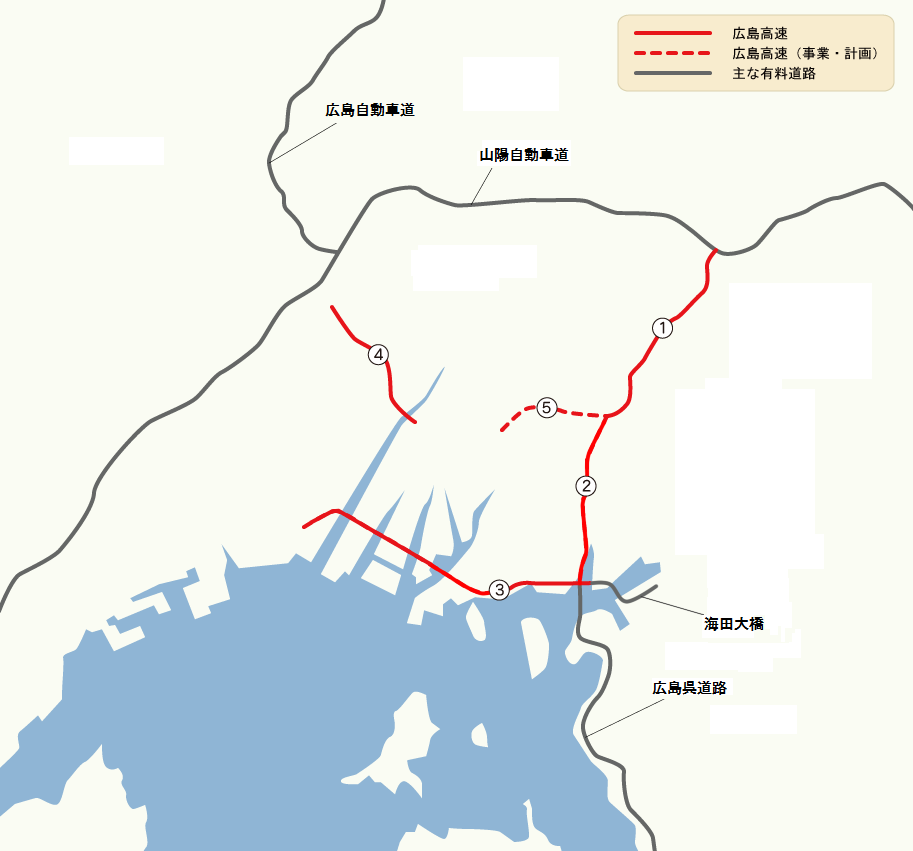
広島高速と周辺有料道路のルート図。赤線が広島高速。

広島高速道路には、以下の路線がある。特徴として首都高速道路や阪神高速道路（北神戸線は除く）、名古屋高速道路、福岡高速道路等の他地域の都市高速道路に比べ、山側を通る路線がある為、トンネルが多い。そのため、開通済みの路線でトンネル建設による地盤沈下の問題が多く、計画中の路線でもトンネル建設に伴う地盤沈下が懸念されている。

### 整備計画路線
- 広島高速1号線（安芸府中道路）（広島東IC - 温品JCT）
- 広島高速2号線（府中仁保道路）（温品JCT - 仁保JCT）
- 広島高速3号線（広島南道路）（仁保JCT - 観音出入口）
- 広島高速4号線（広島西風新都線）（中広出入口 - 沼田出入口）
- 広島高速5号線（東部線）（温品JCT - 広島駅北口出入口）（工事中）

### 基本計画路線
- 広島高速3号線（広島南道路）（広島市西区観音新町四丁目 - 商工センター一丁目）
- 広島高速4号線（広島西風新都線）（広島市安佐南区沼田町 - 広島市佐伯区五日市町）

### 計画検討路線
- 5号東部線II期（仮称） : 広島駅北口 - 高速4号線
- 6号南北線（仮称） : 東部線 - 高速3号線
- 草津沼田道路 : 高速3号線 - 高速4号線

なお、5号東部線II期と6号南北線が開通すれば広島都市圏の都市高速道路の環状線が誕生する事になる。

### 広島都市高速構想
かつて計画されたことのある路線。
建設省中国地方建設局（現・国土交通省中国地方整備局）広島国道工事事務所発行『祇園新道誌』より抜粋
※1、2、3号線は広島都市高速研究会によって提案された環状道路。
高速1号線
西広島バイパスの終点付近からおおむね太田川放水路の西側を通り、山陽自動車道 広島ICへ。
高速2号線
西広島バイパスから新広島バイパス（現在の国道2号）の上を高架橋で安芸郡海田町まで。
この名残は現在の西広島バイパス高架都心延伸に活かされている。（元々は有料道路構想）
高速3号線
高速7号 - 高速2号 - 高速6号 - 高速5号（牛田IC）- 高速1号を連絡する路線。
高速4号線
草津沖に建設される西部流通団地と安佐郡沼田町（現・広島市安佐南区）に計画されている流通団地を直結して流通団地間の重交通を市街地から排除すると共に湾岸道路（高速7号）と西広島バイパス、山陽自動車道 五日市ICの連絡にも対応する。
高速5号線
都心部へのサービスを図る為に環状道路の高速3号の牛田ICから広島駅前を南下して高速2号と連結し更に延伸して宇品付近で高速7号と連絡する。
高速6号線
広島都市圏の東の入口に当たる広島東ICと環状道路の高速2号を連絡する路線である。
高速7号線
現在の都市高速計画での3号線（広島南道路）とほぼ同じ路線。

## 料金
2010年（平成22年）4月26日の2号線及び3号線仁保JCT - 吉島出入口間開通に伴い、対距離料金制となっている。首都高速道路、阪神高速道路、名古屋高速道路、福岡高速道路等の他地域の都市高速道路に先駆けて距離料金制を導入した。
料金収受も、山陽自動車道等の高速自動車国道で一般的な、入口で通行券を発券し出口で精算する方式となり、ETC車以外でも対距離料金制が適用される。
車種区分は、軽自動車等、普通車、大型車、特大車の4つである。

### ETC（料金所）
2006年（平成18年）10月16日、広島東ICの山陽自動車道合併収受料金所（都市高速広島東料金所）で運用開始。2008年（平成20年）4月15日、供用中の全料金所への導入が完了した。